# Il marchio
Il marchio (The Mark) è un film del 1961 diretto da Guy Green.